# Pornografía en Estonia
La pornografía es legal en Estonia; sin embargo, su distribución y exhibición están reguladas por la ley.

## Definición
La pornografía está regulada por la Ley para regular la difusión de obras que contienen pornografía o promueven la violencia o la crueldad (adoptada por el Riigikogu el 16 de diciembre de 1997, vigente a partir del 1 de mayo de 1998, modificada por última vez el 1 de enero de 2015). Según la Ley, la "pornografía" se define como "una forma de representación en la que los actos sexuales se destacan de forma vulgar e intrusiva y otras relaciones humanas se ignoran o se relegan a un segundo plano". [ a ] Así definidas, las "obras que contienen pornografía" tienen el mismo estatus jurídico que las obras que "promueven la violencia o la crueldad", y ambos conceptos se mencionan siempre juntos a lo largo de la Ley.

## Distribución y exhibición
Los únicos lugares donde se pueden difundir o exhibir "obras que contengan pornografía o promuevan la violencia o la crueldad", siempre que se haya obtenido una licencia para ello, se denominan "establecimientos comerciales especializados", e incluyen "tiendas, cines o videotecas, que cuenten con la licencia correspondiente".  Estos establecimientos deben impedir el acceso a menores de edad y exhibir un cartel con la leyenda "prohibido para menores". Cuando estas obras se distribuyen fuera de los lugares especializados, se debe garantizar que los menores no puedan ver ni examinar su contenido.
El incumplimiento de estas regulaciones puede resultar en multas o la revocación de la licencia del establecimiento. Si existe duda sobre si una obra contiene pornografía o promueve la violencia o la crueldad, el negocio tiene derecho a solicitar una revisión por parte de un comité de expertos para determinar si la obra se ajusta a las definiciones establecidas en la ley.
El Código Penal de Estonia establece sanciones para la producción, distribución y posesión de material pornográfico que involucre a menores de edad. La fabricación, adquisición, almacenamiento, entrega, exhibición o puesta a disposición de imágenes, escritos u otras obras que representen a personas menores de 18 años en situaciones pornográficas, o a personas menores de 14 años en situaciones pornográficas o eróticas, es punible con multas o hasta tres años de prisión. Si el delito es cometido por una persona jurídica, se aplican sanciones pecuniarias.
Además, se penaliza la solicitud de acceso o visualización consciente de pornografía infantil, así como la propuesta de encuentros con menores con fines sexuales. Estas infracciones pueden conllevar multas o penas de prisión de hasta tres años.